# 莫夫恰尼夫卡 (皮德沃洛奇西克區)
49°31′23″N 26°1′58″E / 49.52306°N 26.03278°E
莫夫恰尼夫卡（烏克蘭語：Мовчанівка），是烏克蘭的村落，位於該國西部捷爾諾波爾州，由捷尔诺波尔区負責管轄，始建於1623年，面積0.99平方公里，2001年人口427，人口密度每平方公里431.3人。